# هاپوئل بئر شبع
هاپوئل بئر شبع یا هاپوئل بیر شوا (به عبری: מועדון הכדורגל הפועל באר שבע، موآدون هاکادوره‌گل هاپوئل بیر شوا) یک باشگاه فوتبال اسرائیلی از شهر بئر شبع(بیر شوا) در اسرائیل است که در لیگ برتر فوتبال اسرائیل رقابت می‌کند. این باشگاه در سال ۱۹۴۹ تأسیس شد و از سال ۲۰۰۷ توسط تاجر آلونا برکات اداره می شود که به عنوان مالک باشگاه فعالیت می کند. این باشگاه همچنین تیم های جوانان و یک تیم بانوان را تشکیل می دهد. یک آکادمی فوتبال نیز وجود دارد. 
رنگ لباس خانگی باشگاه قرمز و سفید است. تا سال ۱۹۵۹، باشگاه بازی های خانگی خود را در استادیومی که در شهر قدیمی بیر شوا قرار داشت انجام می داد. در سال ۱۹۶۰، باشگاه به ورزشگاه وازرمیل نقل مکان کرد. از فصل ۱۶–۲۰۱۵، زمین خانگی این تیم ورزشگاه ترنر است.
این باشگاه در دهه ۱۹۷۰ شروع به کسب عناوین کرد. در طول سالها، این تیم پنج قهرمانی لیگ برتر فوتبال اسرائیل، چهار جام حذفی فوتبال اسرائیل، چهار توتو کاپ (یکی در لیگ لئومیت)، چهار سوپر جام فوتبال اسرائیل (یکی در دسته دوم) و یک جام لیلیان کسب کرده است. بیر شوا همچنین اولین تیم در تاریخ فوتبال اسرائیل است که به همراه بیتار اورشلیم در یک رقابت اروپایی بازی می کند و اولین تیم در تاریخ فوتبال اسرائیل است که همراه با هاپوئل تل آویو در جام یوفا بازی کرده است.